# Specimen
Specimen es una banda inglesa de los 80's. Han sido catalogados dentro de varios géneros, incluyendo: Deathrock, Goth, Post punk y Glam rock. La banda se creó en Bristol , Inglaterra en 1980 (algunas fuentes dicen que en 1981, pero 1980 fue el año en el que  un miembro de la banda dio una entrevista).

## Historia
Bajo las influencias musicales y estética de iconos que influenciaron al punk rock, post punk y glam rock como David Bowie  y los New York Dolls, realizaron una especie de punk/gótico con matices de horror. El look travestido y el peinado cardado de la banda han sido citados por los miembros de la banda como una influencia de los New York Dolls. La banda también cita entre otras de sus influencias a Alice Cooper.
Su primera presentación fue un concierto callejero celebrando la boda del Príncipe de Gales y Lady Diana Spencer. Tocaron muchos de sus conciertos en el club conocido como The Batcave Club el cual ayudaron a fundar. Fueron los primeros fundadores del Batcave, junto con Alien Sex Fiend y Sex Beat; Experimentando una fusión de Glam-Punk, dando origen a un género experimental y completamente nuevo de música gótica llamado Deathrock paralelamente con la banda estadounidense Christian Death. Actualmente, Johnny Slut, continua con un proyecto de Electroclash de nombre Atomizer siendo uno de los principales integrantes del club londinense Nag Nag Nag.

## Miembros
- Ollie Wisdom (Voz)
- Johnny Slut (Teclados)
- Kev (Bajo)
- Jon Klein (Guitarra)
- Jonathan (Batería)

## Discografía
- Kiss Kiss Bang Bang - Lanzado en 1983
- Batastrophe - Lanzado en 1984
- Warm Wet Cling-Film Red Velvet Crush - Lanzado en 1997
- Azoic - Lanzado en 1997
- Electric Ballroom - Lanzado en 2007
- Wake the Dead (2013)